# ريتشارد مور (كاتب)
ريتشارد مور (بالإنجليزية: Fredrick William Morehead)‏ هو كاتب أمريكي، ولد في 17 يوليو 1966 في French Camp, California ‏ في الولايات المتحدة.